# Anopsicus bryantae
Anopsicus bryantae là một loài nhện trong họ Pholcidae. Loài này được phát hiện ở Jamaica.